# El Tulillo, Zacatecas
El Tulillo är en ort i Mexiko.   Den ligger i kommunen Valparaíso och delstaten Zacatecas, i den centrala delen av landet, 600 km nordväst om huvudstaden Mexico City. El Tulillo ligger 1 577 meter över havet och antalet invånare är 161.
Terrängen runt El Tulillo är lite bergig, och sluttar österut. Runt El Tulillo är det mycket glesbefolkat, med 5 invånare per kvadratkilometer. Närmaste större samhälle är San José del Refugio, 18,7 km väster om El Tulillo. I omgivningarna runt El Tulillo växer huvudsakligen savannskog.